# Pubol
Pubol (katalonsko Púbol) je majhno naselje v komarči (okrožju) Baix Empordà (provinca Girona), Katalonija, Španija.
Naselje je znano po tem, da je v bližnjem gradu Castell de Púbol prebival slikar Salvador Dalí, po naselju pa je prevzel tudi naziv markiz Pubolski.
Púbol skupaj z naseljema Cadaqués in Figueres tvori t. i. »Dalijevski trikotnik«.